# Vrigstads kyrka

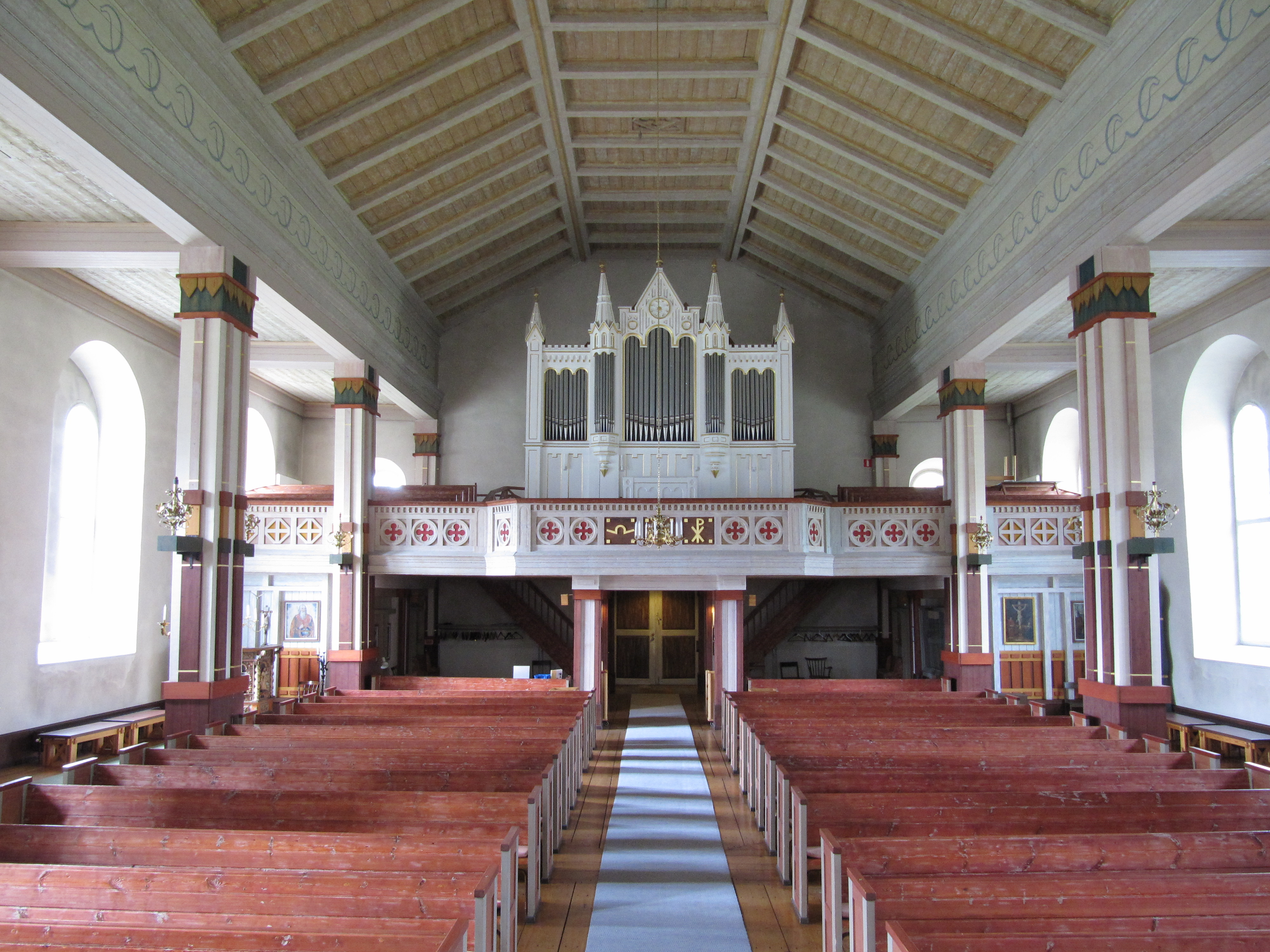
Kyrkorum

Vrigstads kyrka är en kyrkobyggnad som tillhör Vrigstad-Hylletofta församling i Växjö stift. Kyrkan ligger i samhället Vrigstad. Öster om kyrkan finns församlingshem och prästgård.

## Kyrkobyggnaden
Omedelbart söder om nuvarande kyrka låg den ursprungliga kyrkobyggnaden uppförd på 1100-talet. Medeltidskyrkan var byggd av tuktad gråsten med omfattningar av huggen sandsten. Den bestod av rektangulärt långhus med ett kvadratiskt kor och en halvrund absid. Eftersom gamla kyrkan blev alltmer fallfärdig och befolkningen växte fattade man beslut att bygga en ny och större kyrka.
Nuvarande stenkyrka uppfördes 1865 efter ritningar av professorn och arkitekten Fredrik Wilhelm Scholander. Kyrkan fick en nord-sydlig orientering med torn och huvudingång i norr och kor i söder. I och med kyrkans uppförande behövde man utvidga kyrkogården norrut. Landsvägen fick dras om och sockenstugan flyttas. Nyårsdagen 1866 firades första gudstjänsten i kyrkan. Sin nuvarande utformning fick kyrkan vid en stor restaurering 1963 ledd av arkitekt Lars Stalin. Då försågs kyrkorummet med sidoskepp som fanns med på ursprungsritningarna. Korfönster tillkom utförda av konstnären Bo Beskow.
Cirka 1884-85 hade församlingen planer på att få ihop medel till ett tornur. Kyrkan var redan förberedd för detta vid nybygget och hade några enkla skivor ditsatta över gluggarna med visare på så länge. En anonym givare hade skickat urfabrikören Tornberg i Stockholm till orten för begäran av ritningar och kom tillbaka och installerade ett sådant tornur. Givarens namn blev aldrig uppdagat.
En orkan innan midsommaren 1885, gick igenom orten och kyrkans stora kopparförsedda kors försett med fyra stora glober, föll ner och ramponerades, på vägen skadande kyrkans skiffertak. Kyrkostämman beslöt att genast låta förfärdiga ett nytt kors att sätta upp. Byggmästare Nyquist från norra Thorsås åtog sig att göra ett nytt kors och återställa kyrkan i gamla skicket efter originalritningen för 535 kronor. Korset är av genomtorr järnek, kopparklätt och förgyllt.

## Inventarier
- Dopfunten av sandsten är huggen på 1100-talet av stenmästaren Finvider.
- Ett krucifix är från 1700-talet.
- Predikstolen i barockstil är från 1700-talets början.
- Altartavlan som målades 1778 av Pehr Hörberg är en kopia av altartavlan i Växjö domkyrka.
- Under läktaren finns målningar av Pehr Hörberg som en gång satt på läktarbröstet i gamla kyrkan
- Timglaset är från 1756.
- En av ringklockorna som suttit i den gamla kyrkan hade en väldigt gammal historia men blev vid en skada 1817 omgjuten av klockgjutaren Jonas Magnus Fries i Jönköping samma år.[2]

## Orglar
- På läktaren finns en orgel byggd 1874 av Anders Victor Lundahl i Malmö. Orgeln är inte längre spelbar. Den har 16 stämmor. Den blev invigd 14 september 1874. Församlingen skänkte Lundahl ett dryckeskrus i silver med förgylld insida på julaftonen som tack och erkänsla för det fina arbetet. Både dom och avsynaren, Musikdirektören George Wilhelm Heintze jr., ansåg orgeln som den bästa som gjorts i sin storlek. I december 1891 beslöt församlingen att låta orgelbyggaren Erik Nordström, Eksjö, för 400 kronor låta renovera orgeln.[3]

### Kororgel
- En kororgel på 15 stämmor byggdes 1964 av Troels Krohn vid Frederiksborgs Orgelbyggeri, Hilleröd, Danmark.[4] Orgeln är mekanisk.

| Huvudverk I   | Bröstverk II      | Pedal         | Koppel |
| Rörflöjt 8´   | Gedakt 8´         | Subbas 16´    | I/P    |
| Principal 4´  | Blockflöjt 4´     | Principal 8´  | II/P   |
| Spidsflöjt 4' | Principal 2'      | Nathorn 4´    | II/I   |
| Oktav 2'      | Gedaktflöjt 2'    | Quintadena 2' |        |
| Mixtur III-IV | Scharf II         |               |        |
|               | Dulcian 8'        |               |        |
|               | Crescendosvällare |               |        |